# Trofeo Joan Gamper 2016
El Trofeo Joan Gamper 2016 fue la  LI edición  del torneo amistoso. El encuentro se disputó el 10 de agosto en el Camp Nou, en esta ocasión el F. C. Barcelona se enfrentó a la U. C. Sampdoria.

## Partido
| 13    | Guardameta     | Claudio Bravo         | 32' |
| 3     | Defensa        | Gerard Piqué          | 60' |
| 19    | Defensa        | Lucas Digne           | 60' |
| 20    | Defensa        | Sergi Roberto         | 46' |
| 24    | Defensa        | Jérémy Mathieu        | 32' |
| 4     | Centrocampista | Ivan Rakitić          | 60' |
| 8     | Centrocampista | Andrés Iniesta        | 60' |
| 5     | Centrocampista | Sergio Busquets       | 77' |
| 9     | Delantero      | Luis Suárez           |     |
| 10    | Delantero      | Lionel Messi          | 77' |
| 7     | Delantero      | Arda Turan            |     |
| D. T. | D. T.          | Luis Enrique Martínez |     |

| 2     | Guardameta     | Emiliano Viviano     | 77' |
| 5     | Defensa        | Leandro Castán       | 46' |
| 19    | Defensa        | Vasco Regini         |     |
| 26    | Defensa        | Matías Silvestre     |     |
| 29    | Defensa        | Lorenzo De Silvestri | 71' |
| 7     | Centrocampista | Karol Linetty        | 71' |
| 27    | Centrocampista | Mirko Eramo          | 46' |
| 34    | Centrocampista | Lucas Torreira       | 36' |
| 17    | Delantero      | Patrik Schick        | 46' |
| 24    | Delantero      | Luis Muriel          | 46' |
| 27    | Delantero      | Fabio Quagliarella   | 71' |
| D. T. | D. T.          | Marco Giampaolo      |     |

| 14       | Defensa                                     | Javier Mascherano                         | 32'             |
| 25       | Guardameta                                  | Jordi Masip                               | 32' · 60'       |
| 22       | Defensa                                     | Aleix Vidal                               | 46'             |
| 1        | Guardameta                                  | Ter Stegen                                | 60'             |
| 23       | Defensa                                     | Samuel Umtiti                             | 60'             |
| 6        | Centrocampista                              | Denis Suárez                              | 60'             |
| 21       | Centrocampista                              | André Gomes                               | 60'             |
| 26 16 17 | Centrocampista · Centrocampista · Delantero | Juan Cámara Sergi Samper Munir El Haddadi | 60' · 77' · 77' |

| 17   | Centrocampista              | Angelo Palombo                | 36' · 72' |
| 8    | Centrocampista              | Edgar Barreto                 | 46'       |
| 37   | Defensa                     | Milan Škriniar                | 46'       |
| 11   | Centrocampista              | Ricky Álvarez                 | 46'       |
| 47   | Delantero                   | Ante Budimir                  | 46'       |
| 13   | Defensa                     | Pedro Pereira                 | 71'       |
| 21   | Centrocampista              | Luca Cigarini                 | 71'       |
| 23   | Centrocampista              | Filip Đuričić                 | 71'       |
| 1 95 | Guardameta · Centrocampista | Christian Puggioni Dávid Ivan | 77' · 82' |

| 16' · 21' · 34' | Luis Suárez Lionel Messi | 1:0 2:0 3:1 |

| 23' · 78' | Luis Muriel Ante Budimir | 2:1 3:2 |

| 47' | Vasco Regini |

| Principal  | Alfonso Álvarez Izquierdo  |
| Asistentes | Juan Carlos Barranco Trejo |
|            | Joan Méndez Mateo          |
| Cuarto     | Albert Ávalos Martos       |

|                    |     |     |
| Tiros              | 12  | 6   |
| Tiros a puerta     | 7   | 3   |
| Faltas             | 8   | 7   |
| Saques de esquina  | 6   | 0   |
| Penaltis           | 0   | 0   |
| Fueras de juego    | 5   | 4   |
| Posesión del balón | 63% | 37% |

| Alineación inicial |

| 13    | Guardameta     | Claudio Bravo         | 32' |
| 3     | Defensa        | Gerard Piqué          | 60' |
| 19    | Defensa        | Lucas Digne           | 60' |
| 20    | Defensa        | Sergi Roberto         | 46' |
| 24    | Defensa        | Jérémy Mathieu        | 32' |
| 4     | Centrocampista | Ivan Rakitić          | 60' |
| 8     | Centrocampista | Andrés Iniesta        | 60' |
| 5     | Centrocampista | Sergio Busquets       | 77' |
| 9     | Delantero      | Luis Suárez           |     |
| 10    | Delantero      | Lionel Messi          | 77' |
| 7     | Delantero      | Arda Turan            |     |
| D. T. | D. T.          | Luis Enrique Martínez |     |

| 2     | Guardameta     | Emiliano Viviano     | 77' |
| 5     | Defensa        | Leandro Castán       | 46' |
| 19    | Defensa        | Vasco Regini         |     |
| 26    | Defensa        | Matías Silvestre     |     |
| 29    | Defensa        | Lorenzo De Silvestri | 71' |
| 7     | Centrocampista | Karol Linetty        | 71' |
| 27    | Centrocampista | Mirko Eramo          | 46' |
| 34    | Centrocampista | Lucas Torreira       | 36' |
| 17    | Delantero      | Patrik Schick        | 46' |
| 24    | Delantero      | Luis Muriel          | 46' |
| 27    | Delantero      | Fabio Quagliarella   | 71' |
| D. T. | D. T.          | Marco Giampaolo      |     |

| 14       | Defensa                                     | Javier Mascherano                         | 32'             |
| 25       | Guardameta                                  | Jordi Masip                               | 32' · 60'       |
| 22       | Defensa                                     | Aleix Vidal                               | 46'             |
| 1        | Guardameta                                  | Ter Stegen                                | 60'             |
| 23       | Defensa                                     | Samuel Umtiti                             | 60'             |
| 6        | Centrocampista                              | Denis Suárez                              | 60'             |
| 21       | Centrocampista                              | André Gomes                               | 60'             |
| 26 16 17 | Centrocampista · Centrocampista · Delantero | Juan Cámara Sergi Samper Munir El Haddadi | 60' · 77' · 77' |

| 17   | Centrocampista              | Angelo Palombo                | 36' · 72' |
| 8    | Centrocampista              | Edgar Barreto                 | 46'       |
| 37   | Defensa                     | Milan Škriniar                | 46'       |
| 11   | Centrocampista              | Ricky Álvarez                 | 46'       |
| 47   | Delantero                   | Ante Budimir                  | 46'       |
| 13   | Defensa                     | Pedro Pereira                 | 71'       |
| 21   | Centrocampista              | Luca Cigarini                 | 71'       |
| 23   | Centrocampista              | Filip Đuričić                 | 71'       |
| 1 95 | Guardameta · Centrocampista | Christian Puggioni Dávid Ivan | 77' · 82' |

| 16' · 21' · 34' | Luis Suárez Lionel Messi | 1:0 2:0 3:1 |

| 23' · 78' | Luis Muriel Ante Budimir | 2:1 3:2 |

| 47' | Vasco Regini |

| Principal  | Alfonso Álvarez Izquierdo  |
| Asistentes | Juan Carlos Barranco Trejo |
|            | Joan Méndez Mateo          |
| Cuarto     | Albert Ávalos Martos       |

|                    |     |     |
| Tiros              | 12  | 6   |
| Tiros a puerta     | 7   | 3   |
| Faltas             | 8   | 7   |
| Saques de esquina  | 6   | 0   |
| Penaltis           | 0   | 0   |
| Fueras de juego    | 5   | 4   |
| Posesión del balón | 63% | 37% |

| Alineación inicial |

| 13    | Guardameta     | Claudio Bravo         | 32' |
| 3     | Defensa        | Gerard Piqué          | 60' |
| 19    | Defensa        | Lucas Digne           | 60' |
| 20    | Defensa        | Sergi Roberto         | 46' |
| 24    | Defensa        | Jérémy Mathieu        | 32' |
| 4     | Centrocampista | Ivan Rakitić          | 60' |
| 8     | Centrocampista | Andrés Iniesta        | 60' |
| 5     | Centrocampista | Sergio Busquets       | 77' |
| 9     | Delantero      | Luis Suárez           |     |
| 10    | Delantero      | Lionel Messi          | 77' |
| 7     | Delantero      | Arda Turan            |     |
| D. T. | D. T.          | Luis Enrique Martínez |     |

| 2     | Guardameta     | Emiliano Viviano     | 77' |
| 5     | Defensa        | Leandro Castán       | 46' |
| 19    | Defensa        | Vasco Regini         |     |
| 26    | Defensa        | Matías Silvestre     |     |
| 29    | Defensa        | Lorenzo De Silvestri | 71' |
| 7     | Centrocampista | Karol Linetty        | 71' |
| 27    | Centrocampista | Mirko Eramo          | 46' |
| 34    | Centrocampista | Lucas Torreira       | 36' |
| 17    | Delantero      | Patrik Schick        | 46' |
| 24    | Delantero      | Luis Muriel          | 46' |
| 27    | Delantero      | Fabio Quagliarella   | 71' |
| D. T. | D. T.          | Marco Giampaolo      |     |

| 14       | Defensa                                     | Javier Mascherano                         | 32'             |
| 25       | Guardameta                                  | Jordi Masip                               | 32' · 60'       |
| 22       | Defensa                                     | Aleix Vidal                               | 46'             |
| 1        | Guardameta                                  | Ter Stegen                                | 60'             |
| 23       | Defensa                                     | Samuel Umtiti                             | 60'             |
| 6        | Centrocampista                              | Denis Suárez                              | 60'             |
| 21       | Centrocampista                              | André Gomes                               | 60'             |
| 26 16 17 | Centrocampista · Centrocampista · Delantero | Juan Cámara Sergi Samper Munir El Haddadi | 60' · 77' · 77' |

| 17   | Centrocampista              | Angelo Palombo                | 36' · 72' |
| 8    | Centrocampista              | Edgar Barreto                 | 46'       |
| 37   | Defensa                     | Milan Škriniar                | 46'       |
| 11   | Centrocampista              | Ricky Álvarez                 | 46'       |
| 47   | Delantero                   | Ante Budimir                  | 46'       |
| 13   | Defensa                     | Pedro Pereira                 | 71'       |
| 21   | Centrocampista              | Luca Cigarini                 | 71'       |
| 23   | Centrocampista              | Filip Đuričić                 | 71'       |
| 1 95 | Guardameta · Centrocampista | Christian Puggioni Dávid Ivan | 77' · 82' |

| 16' · 21' · 34' | Luis Suárez Lionel Messi | 1:0 2:0 3:1 |

| 23' · 78' | Luis Muriel Ante Budimir | 2:1 3:2 |

| 47' | Vasco Regini |

| Principal  | Alfonso Álvarez Izquierdo  |
| Asistentes | Juan Carlos Barranco Trejo |
|            | Joan Méndez Mateo          |
| Cuarto     | Albert Ávalos Martos       |

|                    |     |     |
| Tiros              | 12  | 6   |
| Tiros a puerta     | 7   | 3   |
| Faltas             | 8   | 7   |
| Saques de esquina  | 6   | 0   |
| Penaltis           | 0   | 0   |
| Fueras de juego    | 5   | 4   |
| Posesión del balón | 63% | 37% |

| Alineación inicial |

| 13    | Guardameta     | Claudio Bravo         | 32' |
| 3     | Defensa        | Gerard Piqué          | 60' |
| 19    | Defensa        | Lucas Digne           | 60' |
| 20    | Defensa        | Sergi Roberto         | 46' |
| 24    | Defensa        | Jérémy Mathieu        | 32' |
| 4     | Centrocampista | Ivan Rakitić          | 60' |
| 8     | Centrocampista | Andrés Iniesta        | 60' |
| 5     | Centrocampista | Sergio Busquets       | 77' |
| 9     | Delantero      | Luis Suárez           |     |
| 10    | Delantero      | Lionel Messi          | 77' |
| 7     | Delantero      | Arda Turan            |     |
| D. T. | D. T.          | Luis Enrique Martínez |     |

| 2     | Guardameta     | Emiliano Viviano     | 77' |
| 5     | Defensa        | Leandro Castán       | 46' |
| 19    | Defensa        | Vasco Regini         |     |
| 26    | Defensa        | Matías Silvestre     |     |
| 29    | Defensa        | Lorenzo De Silvestri | 71' |
| 7     | Centrocampista | Karol Linetty        | 71' |
| 27    | Centrocampista | Mirko Eramo          | 46' |
| 34    | Centrocampista | Lucas Torreira       | 36' |
| 17    | Delantero      | Patrik Schick        | 46' |
| 24    | Delantero      | Luis Muriel          | 46' |
| 27    | Delantero      | Fabio Quagliarella   | 71' |
| D. T. | D. T.          | Marco Giampaolo      |     |

| 14       | Defensa                                     | Javier Mascherano                         | 32'             |
| 25       | Guardameta                                  | Jordi Masip                               | 32' · 60'       |
| 22       | Defensa                                     | Aleix Vidal                               | 46'             |
| 1        | Guardameta                                  | Ter Stegen                                | 60'             |
| 23       | Defensa                                     | Samuel Umtiti                             | 60'             |
| 6        | Centrocampista                              | Denis Suárez                              | 60'             |
| 21       | Centrocampista                              | André Gomes                               | 60'             |
| 26 16 17 | Centrocampista · Centrocampista · Delantero | Juan Cámara Sergi Samper Munir El Haddadi | 60' · 77' · 77' |

| 17   | Centrocampista              | Angelo Palombo                | 36' · 72' |
| 8    | Centrocampista              | Edgar Barreto                 | 46'       |
| 37   | Defensa                     | Milan Škriniar                | 46'       |
| 11   | Centrocampista              | Ricky Álvarez                 | 46'       |
| 47   | Delantero                   | Ante Budimir                  | 46'       |
| 13   | Defensa                     | Pedro Pereira                 | 71'       |
| 21   | Centrocampista              | Luca Cigarini                 | 71'       |
| 23   | Centrocampista              | Filip Đuričić                 | 71'       |
| 1 95 | Guardameta · Centrocampista | Christian Puggioni Dávid Ivan | 77' · 82' |

| 16' · 21' · 34' | Luis Suárez Lionel Messi | 1:0 2:0 3:1 |

| 23' · 78' | Luis Muriel Ante Budimir | 2:1 3:2 |

| 47' | Vasco Regini |

| Principal  | Alfonso Álvarez Izquierdo  |
| Asistentes | Juan Carlos Barranco Trejo |
|            | Joan Méndez Mateo          |
| Cuarto     | Albert Ávalos Martos       |

|                    |     |     |
| Tiros              | 12  | 6   |
| Tiros a puerta     | 7   | 3   |
| Faltas             | 8   | 7   |
| Saques de esquina  | 6   | 0   |
| Penaltis           | 0   | 0   |
| Fueras de juego    | 5   | 4   |
| Posesión del balón | 63% | 37% |

| Alineación inicial |

| Bandera de España                  |
| Campeón F. C. Barcelona 39° título |